# Trianoptiles
Trianoptiles är ett släkte av halvgräs. Trianoptiles ingår i familjen halvgräs.
Kladogram enligt Catalogue of Life:
| Trianoptiles | \| \| Trianoptiles capensis \| \| \| \| \| \| Trianoptiles solitaria \| \| \| \| \| \| Trianoptiles stipitata \| \| \| \| |
|              | \| \| Trianoptiles capensis \| \| \| \| \| \| Trianoptiles solitaria \| \| \| \| \| \| Trianoptiles stipitata \| \| \| \| |
|              | Trianoptiles capensis |
|              | |
|              | Trianoptiles solitaria |
|              | |
|              | Trianoptiles stipitata |
|              | |